# Saúde do trabalhador rural
A saúde do trabalho rural (ou também denominada saúde ocupacional rural) compreende um corpo de práticas do trabalho no campo, sendo uma atividade presente desde o início da civilização, o trabalho no campo pode ser apresentado em diferentes modalidades, sendo elas, agricultura familiar, de subsistência, etc.
Além de exercerem funções parecidas, os trabalhadores rurais podem ser aproximados como uma “classe” por compartilharem um certo modo de vida, suas especificidades e desafios.
Outro modo de produção rural, que atualmente ganha um grande destaque no cenário nacional é o agronegócio, que pode ser compreendido como toda a rede de produção agrícola, ou seja, inclui também o que ocorre fora do ambiente rural, como empresas relacionadas com a produção de químicos ou maquinários e também o transporte.
Assim a introdução do agronegócio modificou as relações já existentes no meio rural, gerando novos problemas para uma parcela da população que já era precarizada, agravando a situação de saúde dessa população.

## Legislação de direitos
O trabalho rural é regulado pela LEI Nº 5.889, DE 8 DE JUNHO DE 1973, que traz pontos como jornada de trabalho, salário, férias, jornada de trabalho, periculosidade, insalubridade e previdência social, como por exemplo: 
- Art. 13. Nos locais de trabalho rural serão observadas as normas de segurança e higiene estabelecidas em portaria do ministro do Trabalho e Previdência Social.
- Art. 19 O enquadramento e a contribuição sindical rurais continuam regidos pela legislação ora em vigor; o seguro social e o seguro contra acidente do trabalho rurais serão regulados por lei especial.                 (Vide Lei nº 6.195, de 1974)

## Fatores de riscos
O grupo dos trabalhadores rurais está em constante exposição ao risco, já que suas funções estão diretamente ligadas a utilização de equipamentos ou maquinaria pesada, uso de agrotóxicos e o possível contato com animais.
Toda essa exposição juntamente com a vulnerabilidade social que essa classe se encontra pode gerar doenças como:
- Acidentes com animais ou com máquinas.
- Exposição a radiação solar podendo causar exaustão por calor ou até mesmo câncer de pele.
- Infecções e parasitoses.
- Intoxicação pelo uso excessivo de agrotóxicos.

Acerca da situação em que muitos trabalhadores se inserem, a diminuição e prevenção dos riscos  devem ser de extrema importância. Porém, o acesso à saúde é de extrema complexidade por questões como a distância, se tratando de áreas mais afastadas dos centros urbanos sua maioria tem dificuldades de acesso a UBS e outros sistemas de saúde, falta de informação e o desconhecimento dos serviços disponibilizados e a precariedade dos serviços oferecidos. Ainda que alguns tenham um contato mais próximo com agentes de saúde, muitas pessoas que moram em ambientes rurais adquirem diversos conhecimentos sobre plantas medicinais e outros métodos de tratamento, como forma de substituir o uso de equipamentos de saúde.
Para que ocorra uma melhora no cenário atual são necessárias políticas integradas na área da educação, possibilitando um uso mais seguro de equipamentos e produtos, da vigilância, para o monitoramento e prevenção de doenças e o acesso a serviços de saúde, aumentando a oferta dos serviços e melhorando os já existentes.  